# Pascal Lefèvre (historien)
Pour les articles homonymes, voir Lefèvre.
Pascal Lefèvre, né le 15 avril 1963 à Tirlemont (province de Brabant, actuelle province du Brabant Flamand), est un historien, théoricien de la bande dessinée, essayiste, journaliste et enseignant belge néerlandophone. 
Il est actif en tant qu'historien et théoricien de la bande dessinée depuis la fin des années 1980. Il a travaillé successivement comme chercheur pour la chaîne nationale BRTN, comme employé scientifique au Centre belge de la bande dessinée et comme enseignant dans diverses écoles d'art, LUCA School of Arts à Anvers (jusqu'en 2006), Sint-Lukas Bruxelles et Media & Design Academie (MDA) à Genk.
En 2003, il devient docteur en sciences sociales avec la toute première thèse sur la bande dessinée en Flandre. Ces dernières années, il a également réalisé plusieurs productions artistiques, principalement des vidéos comme Burning History (2008).

## Biographie

### Jeunesse
Pascal Lefèvre naît le 15 avril 1963. Il grandit dans une zone rurale aux infrastructures culturelles limitées. Les premières bandes dessinées qu'il lit enfant proviennent de la collection de sa mère. À l'âge de 6 ans, alors qu'il est alité pendant quelques semaines à cause d'une  maladie rénale chronique, un voisin lui offre un abonnement d'un an à Kuifje, l'édition néerlandophone du journal de bandes dessinées Tintin. Lorsque l'abonnement prend fin, ses parents le prolonge jusqu'à ce qu'il atteigne le milieu de l'adolescence. Grâce au travail de son père à la Société nationale des chemins de fer belges, sa famille a des billets de train gratuits. Cela lui permet de se rendre fréquemment à Bruxelles et de découvrir des magazines et séries de bandes dessinées difficiles à trouver dans sa région. Il est particulièrement fasciné par le magazine de bande dessinée pour adultes (À suivre) et les magazines d'information sur la bande dessinée comme Stripschrift, ZozoLala et Les Cahiers de la bande dessinée. Il admire Hermann et il veut dessiner des bandes dessinées dans son style, mais comme il sent qu'il ne pourra jamais atteindre ce genre d'excellence graphique, il ne poursuit pas les cours de dessin à l'académie locale.

### Scénariste et dessinateur de bande dessinée
Il travaille également sur quelques projets de bande dessinée. En tant qu'étudiant à Louvain, il est rédacteur en chef du magazine étudiant Veto, pour lequel il écrit le scénario de bande dessinée Oh, Dierbaar Vlaanderen... [Ô Chère Flandre], illustrée par la dessinatrice Katrien Van Schuylenbergh dans un style proche de celui de Franquin en 1985. La bande dessinée humoristique est publiée sous forme d'histoire à suivre échelonnée sur onze numéros. Elle a une connotation de conscience sociale, critiquant la pollution, la corruption politique et la télévision. Il écrit encore le scénario de Cobaye pour le dessinateur Thierry Schiel — un projet refusé par Tintin et Spirou — parallèlement à la préparation de son article principal sur les critères utilisés par les éditeurs belges de bande dessinée pour sélectionner celles qu'ils jugent aptes à la publication afin de tester cette pratique dans la vie réelle en 1986. Son intérêt pour le cinéma, lui permet d'exercer comme critique de cinéma pour le magazine Film Take One de la société belge de vidéothèque Super Club en 1987. Il prend le nom de plume Paliski. Dès le premier numéro de Film Take One, il publie Layla, un long récit dessiné par le futur photographe Bart Ramakers (nl) sous le pseudonyme de Barst connu depuis la faculté et le seul qu'il fera. La série s'échelonne du 4 mars au 16 novembre 1987 et tourne autour de l'enquête sur un homme qui sabote les plateaux de tournage à Hollywood. En 1995, il trouve le courage de dessiner seul au moins une bande dessinée. Avec Berlin, il se replonge dans son passé et conte une histoire d'amour qu'il a eu à Berlin. C'est une bande dessinée expérimentale qui comporte quelques phrases narratives mais elle est surtout une expérience visuelle inspirée du travail d'Edmond Baudoin, de Lorenzo Mattotti et de la calligraphie chinoise. Elle publiée dans le no numéro 4 du magazine Frigobox des éditions Fréon dont l’ordre des pages n'est pas respecté et dont la composition de certaines pages est modifiée.

#### Tomate Rouge et Crâne d'Œuf
En 2022, Lefèvre écrit aussi le scénario d'une bande dessinée éducative sur le pionnier de la bande dessinée flamande George Van Raemdonck, intitulée Tomate Rouge et Crâne d'Œuf. Elle est publiée dans Le Dessableur, le magazine bilingue du Centre belge de la bande dessinée. La version néerlandaise est intitulée Gepeld Eike en Rode Tomat. Pour ses recherches, Lefèvre visite l'A.M. de Jong Museum dans la ville néerlandaise de Nieuw-Vossemeer, dédié au scénariste de Bulletje en Boonestaak A.M. de Jong. Il imagine des personnages loufoques basés sur Bulletje en Boonestaak, nommés Crâne d'Œuf et Tomate Rouge. Crâne d'Œuf était le surnom de Van Raemdonck et la tomate fait référence au symbole du Parti social-démocrate des ouvriers, dans le journal du parti. Initialement, Lefèvre dessine lui-même la bande, mais le rédacteur en chef Greg Shaw n'étant pas satisfait du résultat, utilise les dessins de Lefèvre comme storyboards pour la création graphique de la bande dessinée dans son propre style.

### Essayiste
Il écrit aux côtés de Jean Auquier, Charles Dierick, Jan De Poorte l'ouvrage intitulé Le Centre belge de la bande dessinée publié aux éditions La Renaissance du livre en 2000. En 1993, il signe aux côtés de Jan Baetens l'essai Pour une lecture moderne de la bande dessinée illustré par Régis Franc publié par le CBBD. Pour le Fond flamand des lettres, il écrit en collaboration avec Patrick Van Gompel l'ouvrage intitulé La Nouvelle BD flamande en 2003,. En 2010, il signe, en collaboration avec Morgan Di Salvia et le bureau d'études de SMartBe, un ouvrage intitulé Bande dessinée et illustration. État des lieux et situation socio-économique du secteur. Cette étude confirme que ce métier demeure une forme d’artisanat aux retombées incertaines. À partir des années 2010, son intérêt s’accroît pour les méthodes plus empiriques et pour le fonctionnement de notre système visuel (2016). En 2018, il écrit en néerlandais une introduction interdisciplinaire à la perception visuelle des images naturelles et des images artificielles (Beeld en visuele waarneming. Een interdisciplinaire benadering). Avec Gert Meesters, il contribue à la première conférence jamais destinée à l'étude empirique de la bande dessinée à Brême en 2017 avec un test empirique sur la façon dont les spectateurs modifient leur interprétation d'un dessin au trait en évolution.

### Enseignant
Dans les années 1980, il étudie les sciences sociales et les études américaines à la KU Leuven, au début des années 1990, il travaille comme chercheur à la chaîne de télévision Belgische Radio- en Televisieomroep Nederlandstalige Uitzendingen (BRTN) et dans la deuxième partie de cette décennie comme conseiller scientifique au futur Musée belge de la bande dessinée (CBBD), à Bruxelles. En outre, il commence à enseigner au campus Sint-Lukas de Bruxelles et, de 1998 à 2012, également dans deux autres écoles d'art flamandes (Anvers et Genk). Parmi ses élèves figurent : Conz, Ben Gijsemans, Olivier Schrauwen, Simon Spruyt et Judith Vanistendael. En octobre 2003, il termine son doctorat en sciences sociales (communication) à l'Université de Louvain.
Avec plus de 100 publications en 9 langues et plus de 70 présentations académiques, Pascal Lefèvre est devenu l'un des principaux théoriciens et historiens européens dans le domaine des récits graphiques (bande dessinée, manga, roman graphique).

## Œuvres

### Publications en français
- Jean Auquier, Jan De Pooter, Pascal Lefèvre et Charles Dierick, Le Centre belge de la bande dessinée[3], Waterloo, La Renaissance du livre, 2000, 223 p., ill. ; 31 cm (ISBN 2-80460-385-7, OCLC 468756285) lire sur Google Livres.
- Jan Baetens, Pascal Lefèvre et Régis Franc (ill.), Pour une lecture moderne de la bande dessinée[10], Bruxelles, Centre belge de la bande dessinée, 1993, 96 p., ill. (ISBN 90-7299-566-X, présentation en ligne)
- Pascal Lefèvre et Patrick Van Gompel, La Nouvelle BD flamande[5], Fonds flamand des Lettres, janvier 2003, 56 p., ill. (OCLC 902348799, présentation en ligne)
- Morgan Di Salvia et Pascal Lefèvre, Bande dessinée et illustration. État des lieux et situation socio-économique du secteur[8], Bruxelles, SMartBe, 2010, 181 p., ill. ; PDF (lire en ligne)

#### Publications dans des revues et journaux
- Pascal Lefèvre, « Le Fantastique, un genre indéfinissable[11] », Otrante, Paris, Éditions Kimé, no 13,‎ 2003 (ISBN 9782841743056 et 2-84174-305-5).
- Pascal Lefèvre, « L'Utopie en question(s) dans la bande dessinée francophone de Belgique (1945-1989)[12] », Textyles. Revue des lettres belges de langue française, Bruxelles, Samsa, no 48,‎ 2016 (ISBN 978-2-87593-061-3 et 2875930613).

#### Catalogues d'exposition
- Art et innovation dans la bande dessinée européenne[13], Éditions De Buck, Bruxelles, juin 1987
Scénario et dessin : collectif - Couleurs : quadrichromie -  (ISBN 2-87153-004-1),Préface : Pascal Lefèvre. Catalogue de l'exposition éponyme au Musée d'art contemporain de Gand (4 juillet au 6 septembre 1987).

## Prix et distinctions
Le 17 septembre 2020, il est fait docteur honoris causa de l'Université de Malmö en Suède pour ses recherches en bande dessinée.